# Ammophila picipes
Ammophila picipes es una especie de avispa del género Ammophila, familia Sphecidae.

## Taxonomía
Fue descrito por primera vez en 1888 por Cameron.